# Exeter (Wisconsin)
Exeter è un comune degli Stati Uniti, situato in Wisconsin, nella Contea di Green.